# Cheilanthes clevelandii
Cheilanthes clevelandii es un helecho perteneciente a la familia botánica Pteridaceae.

## Hábitat
Es nativa del sur de California, incluyendo algunas de las Islas del Canal, y Baja California, donde crece en grietas de rocas en las colinas y en baja altitud en las montañas. 

## Descripción
Este helecho tiene hojas que son 3 - a 4-pinnadas, de tal forma que cada folíolo se subdivide dos o tres veces con la superposición de capas de segmentos redondeados. Las hojas están llenas de ondulaciones. La parte inferior tiene escalas, que son derivaciones de la epidermis, así como una capa de pelos largos. Los esporangios se puede ocultar debajo de las escamas y pelos y están escondidos bajo la curva del margen de la hoja.

## Taxonomía
Cheilanthes clevelandii fue descrita por Daniel Cady Eaton y publicado en Bulletin of the Torrey Botanical Club 6: 33. 1875.